# Uranus
Uranus (originální francouzský název Uranus) je francouzské filmové drama režiséra Clauda Berriho z roku 1990. Hlavní role psychologického dramatu s tématem mezilidských vztahů po druhé světové válce ztvárnili Gérard Depardieu, Jean-Pierre Marielle a Philippe Noiret.

## Děj
V malé francouzské obci nastává těsně po skončení druhé světové války složitá situace komplikující vztahy mezi tamějšími obyvateli, na druhé straně ale dokonalým způsobem odkrývající jejich skutečné povahy. Inženýr Archambaud se rozhodne ukrýt uprchlíka Maxima Loina, který za války kolaboroval s Němci. S celou věcí se zdůvěří svému známému, učiteli v důchodu Watrinovi, který toto tajemství zachová, ale daní za Loinův pobyt u Archambaudů je pozdější nevěra inženýrovy ženy s ním.
Další výraznou postavou obce je hospodský Léopold, navenek obhroublý, věčně opilý a ne moc chytrý člověk, který má ale ve skutečnosti patrně nejčistší duši ze všech protagonistů filmu. Má v sobě spoustu citu (byť zvláštně projevovaného), miluje literaturu (zejména Racina a jeho Faidru a Andromaché) a s nadšením poslouchá Watrinovy školní hodiny, které provizorně probíhají právě v jeho krčmě.
Léopold se později stane obětí Rocharda, nadšeného ale zbabělého komunisty, který mu ublíží, později se ale svůj skutek snaží odčinit. Nicméně, později se dostane do problémů s bohatým, vlivným a bezskrupulózním podnikatelem Monglatem, který si kolaborací s německými nacisty nahromadil obrovské jmění. Léopold to v opilosti vykřičí na celou vesnici, což má za následek rozhodnutí o jeho uvěznění, při zatýkání je ale zastřelen.
Další místní komunista Gaigneux, který prozatím bydlí společně s Archambaudem, jednoho dne objevuje Loina v jeho pokoji a odvádí jej pryč, pravděpodobně na popravu.

## Obsazení
| Gérard Depardieu     | Léopold Lajeunesse              |
| Jean-Pierre Marielle | Archambaud                      |
| Philippe Noiret      | Watrin                          |
| Daniel Prévost       | Rochard                         |
| Michel Blanc         | Gaigneux                        |
| Michel Galabru       | Monglat                         |
| Gérard Desarthe      | Maxime Loin                     |
| Fabrice Luchini      | Jourdan                         |
| Danièle Lebrun       | paní Archambaudová              |
| Myriam Boyer         | paní Gaigneuxová                |
| Ticky Holgado        | Mégrin, advokát                 |
| Florence Darel       | Marie-Anne Archambaudová, dcera |